# Amami Ōshima
Amami Ōshima (奄美大島 Amami-ōshima?), este cea mai mare insulă din arhipelagul Amami. După suprafață, este a șaptea mare insulă a Japoniei (excluzând disputatele insule Kurile). Administrativ, insula face parte din prefectura Kagoshima în Japonia. Pe insulă se află un municipiu (Amami), 2 orașe (Tatsugō și Setouchi), și 2 sate (Uken și Yamato).